# Liaena Hernandez Martínez
Liaena Hernandez Martínez est une femme politique cubaine. À la suite des élections législatives cubaines de 2008, elle devint la plus jeune députée à l'Assemblée nationale, à l'âge de 18 ans. Elle représente la municipalité (municipio) de Manuel Tames, au pied de la Sierra Cristal,. 
Originaire de la Province de Guantánamo, elle effectua son service militaire volontaire à la frontière de la base navale américaine. Elle est étudiante.